# Cladura bradleyi
Cladura bradleyi là một loài ruồi trong họ Limoniidae. Chúng phân bố ở miền Tân bắc.